# Commandement général de Maynas
1802–1822
Entités suivantes :
- Amazonas (Pérou)

Le Commandement Général de Maynas (en espagnol Gobierno y Comandancia General de Maynas) est une province de la Vice-royauté du Pérou, créée de 1808 à 1822.
En 1739, le territoire est rattaché à la Vice-royauté de Nouvelle-Grenade. Il est évangélisé par les Jésuites, qui créent des réductions jusqu'à leur expulsion en 1768 à la suite de la Sanction pragmatique de 1767. Le territoire tombe dans un abandon quasi total, compte tenu des difficultés d'accès.
Le roi charge l'ancien gouverneur de Maynas, Francisco Requena, de procéder à un rapport sur la situation de Maynas. Son rapport indiquant que les responsables civils et religieux de Quito et Bogotá ne sont pas dans une meilleure position pour l'administration du territoire, celui-ci est réincorporé à la vice-royauté du Pérou en 1802.